# Naro-Fominsk
Naro-Fominsk (rusky Наро-Фоминск) je město v Moskevské oblasti. Nachází se zhruba 70 km jihozápadním směrem od hlavního města na železniční trati z metropole do Kyjeva na řece Naře. Žije zde téměř 65 000 lidí.

## Historie
Město vzniklo roku 1925 spojením vesnic Fominskoje a Malaja Nara, o rok později získalo postavení města a o tři další roky později pak se stalo i centrem vlastního rajónu. Roku 1939 zde žilo již 31 tisíc lidí. Naro-Fominsk byl poškozen během druhé světové války, zničeno nacisty bylo 687 budov a textilní továrna.

## Významní rodáci
- Pavel Golovin – první sovětský letec, který uskutečnil přelet severního pólu